# Hứa Hoàng Ngọc
Hứa Hoàng Ngọc là một công chúa từ vương quốc cổ Ayodhya (tại Ấn Độ ngày nay) đến Triều Tiên. Thông tin về bà hầu như đến từ một vài đoạn văn ngắn trong Tam quốc di sự, một biên niên sử Triều Tiên vào thế kỷ 11. Theo tài liệu này, bà đã đến bằng thuyền và kết hôn với Thủ Lộ Vương (Suro) vào năm 48 SCN. Bà là vương hậu đầu tiên của Kim Quan Già Da, và được coi là tổ tiên của một số người Hàn Quốc.

## Truyền thuyết
Theo Tam quốc di sự, phụ mẫu của bà đã có một giấc mơ về Thủ Lỗ Vương. Giấc mơ cho thấy ông vẫn chưa tìm được hoàng hậu. Phụ thân bèn bảo bà đi tìm ông. Bà tới bằng thuyền với vàng bạc và một cây chè. Trước khi kết hôn với vua, bà cởi trang phục tơ tằm của mình và cầu nguyện thần núi.

## Di sản
Lăng mộ được cho là của bà nằm gần nơi dược tin là lăng mộ của phu quân, thuộc Gimhae tại Hàn Quốc. Một ngôi chùa truyền thống được thuyền chở bà đưa tới Triều Tiên nằm gần mộ của bà. Tam quốc di sự ghi rằng ngôi chùa được dựng nên trên tàu để làm dịu cơn thịnh nộ của trời và thần đại dương và cho phép thuyền vượt qua. Hình dạng bất thường và xù xì của ngôi chùa này không giống với bất cứ chùa nào tại Triều Tiên, cho thấy thêm phần nào sự chân thực của câu chuyện.
Tam quốc di sự cũng ghi rằng ngôi đến khác đã được xây để tưởng nhớ bà và chồng do Chí Tri Vương năm 452. Ngôi đền được gọi là Wanghusa "Vương hậu tự". Từ việc không có các ghi chép về Phật giáo vào thế kỷ 5 tại Già Da, các học giả hiện đại giải thích đây là một đền thờ tổ tiên chứ không phải một ngôi chùa Phật giáo.